# 全国たばこ耕作組合中央会
全国たばこ耕作組合中央会（ぜんこくたばここうさくくみあいちゅうおうかい）とは、東京都港区にある、たばこ耕作組合法に基づく組合である。管轄は財務省である。

## 概要
- 1958年（昭和33年）、5月2日たばこ耕作組合法公布。たばこ耕作組合法により設立
- 全国16組合（2016年（平成28年）現在）ある「地区たばこ耕作組合」を統括するほか、日本たばこ産業株式会社（JT）との葉たばこ売買や耕作機器の共同購入などに関わる。
  - 2016年（平成28年）4月1日現在
    - 地区たばこ耕作組合数 16組合
    - 地区たばこ耕作組合組合員数合計 5,621名
    - 耕作面積8,056ha
- 全国たばこ耕作者政治連盟はその政治部門であり、国会議員への献金や喫煙規制に反対するロビー活動を行っている。
- 全国たばこ耕作組合中央会は、全国たばこ販売協同組合連合会、日本たばこ産業株式会社とともに、たばこ税について「たばこという特定の商品に対してのみ、さらなる負担を強いることは、“取りやすいところから取る”という不公平なもの」と主張し、たばこ税増税に反対する意見を出した。
- 農林水産省管轄の農業協同組合法による農業協同組合とは異なる。
- たばこ事業法により、日本たばこ産業株式会社が国内産葉たばこ全量を買い取る義務がある。